# Ле Флем, Поль
Поль Ле Флем (фр. Paul Le Flem; 18 марта 1881, Радон, департамент Орн — 31 июля 1984, Трегье, департамент Кот-д’Армор) — французский композитор, хоровой дирижёр и музыкальный педагог.
Окончил лицей в Бресте и там же поступил в морскую школу, где и начал самоучкой изучать композицию. В 1899 году приступил к занятиям в Парижской консерватории и одновременно на философском факультете Сорбонны, где, в частности, слушал лекции Анри Бергсона. Затем по примеру Клода Дебюсси, сильнейшее влияние творчества которого испытал в середине 1900-х годов, в течение полутора лет Поль Ле Флем работал домашним учителем в Москве, где на него оказала значительное влияние русская музыкальная культура (в частности, музыка Н. А. Римского-Корсакова). По возвращении во Францию поступил в парижскую Schola Cantorum, где его учителями были Альбер Руссель и Венсан д’Энди.
В первые 15 лет XX столетия Ле Флем создал ряд заметных сочинений, основательно замешанных на музыкальном колорите его родной Бретани. Затем композиторское творчество Ле Флема почти прекратилось: он руководил различными музыкальными коллективами, в том числе военным оркестром Русского экспедиционного корпуса во Франции (1916—1917), в 1921—1937 годах был музыкальным обозревателем ежедневной газеты Comœdia, в 1923—1939 годах преподавал в Schola Cantorum (среди его учеников, в частности, Андре Жоливе). В 1938 году творческая активность Ле Флема возобновилась, и он продолжал сочинять до глубокой старости (последнее произведение Ле Флема датировано 1976 годом).

## Сочинения
- Симфония № 1 (1908)
- симфоническая поэма «Голоса Вселенной» (1910)
- Фантазия для фортепиано с оркестром (1912)
- опера «Окассен и Николетт» (премьера в 1923 году)
- балет «Макбет» (1936, по Шекспиру)
- симфоническая поэма «Праздник весны» (1937)
- опера «Соловей из Сен-Мало» (премьера в 1942 году)
- опера «Морская кудесница» (премьера в 1954 году)